# 新宿運輸区
新宿運輸区（しんじゅくうんゆく）は、かつて存在した東日本旅客鉄道（JR東日本）首都圏本部の運転士・車掌が所属する組織である。2024年3月15日限りで廃止し、現在は新宿統括センター乗務ユニット。

## 乗務範囲

### 運転士
- 湘南新宿ライン：新宿〜小田原・平塚・逗子間
- 東海道線：東京〜熱海（来宮）間
- 東海道貨物線：新鶴見～小田原間
- 横須賀線：東京〜逗子間
- 埼京線（相鉄線直通列車のみ)：新宿〜羽沢横浜国大

### 車掌
- 湘南新宿ライン：大宮〜小田原・逗子間
- 中央本線：東京～塩尻間（御茶ノ水～三鷹間は急行線のみ乗務。快速電車は担当しない）
- 篠ノ井線：塩尻〜松本間
- 東海道線：東京〜熱海間(2024年3月ダイヤ改正から東京車掌区のSS行路拡大に伴い、新宿統括センターの東海道線乗務範囲を熱海まで拡大。尚、特急踊り子には乗務しない)
- 埼京線（相鉄線直通列車のみ)：新宿〜羽沢横浜国大
- 特急列車：あずさ、かいじ、はちおうじ、湘南(新宿発着のみ)

あずさ号が千葉まで乗り入れる列車については千葉まで乗務する。

## 歴史
- 2004年10月1日 - 新宿車掌区に田町運転区、東京電車区ほか東京支社内の運転士が編入し、東京支社初の運輸区として発足。
- 2006年10月28日 - 中央・総武線各駅停車の行路を中野車掌区へ移管。
- 2007年3月18日 - ダイヤ改正で運転士・車掌とも担当線区見直しを実施。運転士は伊東線を、車掌は東海道本線（東京〜伊東間）・横須賀線（東京〜久里浜間）を乗務担当外とし、車掌においては湘南新宿ラインのみの乗務に変更。
- 2007年11月25日 - 三鷹電車区廃止に伴い、三鷹電車区担当の中央線優等列車行路を新宿運輸区運転士行路に移管
- 2010年12月4日 -　ダイヤ改正に伴い、中央・総武線各駅停車の中野〜三鷹間の東京メトロ東西線直通列車の行路を中野車掌区に移管し、東海道線の小田原〜東京間の行路を担当することになった。
- 2019年3月16日 -　ダイヤ改正に伴い、運転士は中央本線の乗務担当外（新宿～高尾間の成田エクスプレスを含む）となった。車掌は引き続き、中央本線・篠ノ井線に乗務する。
- 2019年11月30日 -　相模鉄道との相互直通運転開始によるダイヤ改正に伴い、運転士・車掌とも埼京線のうち相鉄線直通列車のみ新宿駅〜羽沢横浜国大駅間の乗務を開始し、羽沢横浜国大駅にて相模鉄道の乗務員と交代するとともに同駅に当区乗務員専用の休憩・宿泊スペースが用意された。
- 2024年3月16日　新宿営業統括センターと統合し、新宿統括センター発足。当区は廃止。

| スタブアイコン | サブスタブ | この項目は、まだ閲覧者の調べものの参照としては役立たない、鉄道に関連した書きかけの項目です。この項目を加筆・訂正などしてくださる協力者を求めています（P:鉄道/PJ:鉄道）。 |